# Кроче, Джим
Джим Кро́че (или Кро́чи) (англ. James Joseph “Jim” Croce, 10 января 1943 — 20 сентября 1973) — американский певец, автор и исполнитель песен. С 1966 по 1973 Кроче записал пять студийных альбомов и 11 синглов. Его песни «Bad, Bad Leroy Brown» и «Time in a Bottle» долгое время были на верхушке чарта Billboard Hot 100.

## Ранние годы
Джим Кроче родился 10 января 1943 года в Южной Филадельфии в итальянской семье Джеймса Альберта и Флоры Мэри Бабуччи Кроче. Джим с детства проявлял интерес к музыке: в 5 лет он выучил песню «Леди Испании» на аккордеоне.
Кроче учился в Средней Школе Аппер-Дарби (Upper Darby High School) в пригороде Дрексел-Хилл, штат Пенсильвания. После окончания школы в 1960, он год обучался в Подготовительном Колледже Малверна перед поступлением в Университет Вилланова, где активно изучал психологию, а также немецкий язык. Он окончил университет Вилланова в 1965 году со степенью бакалавра. Джеймс пел в Хоре Университета Вилланова (Villanova Singers) и акапелла группе Villanova Spires, собранной из участников Хора. Когда Spires выступали вне университета или записывали песни, они были известны как The Coventry Lads. Кроме того Джим был диджеем на радиостанции WKVU (позднее ставшей WXVU).

## Карьера

### Ранняя карьера
Кроче не относился к музыке серьезно до университета, где он начал создавать группы и играл на вечеринках, в кафе и университетах по всей Филадельфии, исполняя «все что угодно, чего желала публика: блюз, рок, ду-уап… все». Одна из групп отправилась по студенческому обмену в небольшой тур по странам Африки и Среднего Востока. Это не были гастроли — студенты-музыканты жили в деревнях, ели вместе с их жителями и пели перед ними. «Именно тогда, — вспоминал Кроче позднее, — я понял, что музыка — действительно универсальный язык, минующий любые барьеры». Кроче встретил свою будущую жену Ингрид Якобсон на праздновании хутенанни в Philadelphia Convention Hall, где он судил конкурс.
Кроче выпустил свой первый альбом  Fасets , тиражом в 500 копий. Деньги на альбом были свадебным подарком родителей Джима, которые настояли на том, чтобы деньги пошли только на финансирование альбома. Они надеялись, что альбом будет провальным и сын, бросив музыку, найдет «серьезную» работу. Тем не менее, альбом вышел удачным, все пластинки были распроданы.

### 1960-е
С середины 1960-х до начала 1970-х Кроче выступал дуэтом со своей женой. Сначала их репертуар включал в себя композиции таких исполнителей как Ian and Sylvia, Gordon Lightfoot, Joan Baez, Woody Guthrie, но со временем начали писать собственную музыку. За это время Кроче провел свой первый полноценный концерт под названием «The Riddle Paddock», в Лиме, Пенсильвания .
Кроче женился на Ингрид в 1966 и принял иудаизм, потому что его жена была еврейкой, хотя все равно не стал религиозным, так как никогда не принимал никакой определенной религии. Свадьба была сыграна в форме традиционной еврейской церемонии. В том же году он записался в ряды Армии Национальной гвардии США, чтобы не попасть в призыв и не отправляться во Вьетнам; он отслужил четыре месяца, уйдя на службу спустя лишь неделю после начала медового месяца. Позже он говорил про службу так: «Если случится война, на которой нам придется защищаться швабрами, то мы будем готовы к такому испытанию».
В 1968 году бывший приятель Джеймса по университету, а в то время уже музыкальный продюсер Томми Уэст уговорил Кроче с женой переехать в Нью-Йорк. Пара поселилась в Кингсбридже, одном из районов Бронкса, где они записали свой первый альбом. За следующие два года они проехали более 300 тысяч миль, устраивая концерты в мелких клубах, рекламируя свой совместный альбом «Jim & Ingrid Croce».
Разочаровавшись в музыкальном бизнесе в Нью-Йорке, они продали почти всю коллекцию гитар Джима и вернулись в Пенсильванию, поселившись на старой ферме в Линделле, где Кроче стал подрабатывать шофером и строителем, чтобы содержать семью, продолжая писать песни, героями которых часто становились знакомые с работы на стройке или люди увиденные им в баре. Впоследствии это послужило материалом для написания таких песен, как «Big Wheels» и «Workin' at the Car Wash Blues». Там же родился сын четы Кроче — Эдриан Джеймс Кроче.

### 1970-е
Семья вернулась в Филадельфию и Джеймс решил стать «серьёзным членом общества». «Я работал в строительных бригадах и я мог бы стать сварщиком, учась в колледже, но я предпочел заниматься чем-то другим», — позже вспоминал он. Его решимость быть «серьёзным» привела к работе в Филадельфии на R & B А.М. радиостанции, где он создавал музыкальную рекламу.
В 1970 году Кроче встретился с певцом, гитаристом, пианистом классического образования — Мори Мюляйзеном из Трентона, Нью-Джерси, через продюсера Джо Сальвиоло. Сальвиоло дружили с Кроче во время учебы в Университете Вилланова, и он же, Сальвиоло, раскрыл талант Мюляйзена. Джо привел Кроче и Мюляйзена вместе в офис продюсеров Томми Уэста и Терри Кэшман в Нью-Йорке. Сначала Джим аккомпанировал юному дарованию, но потом Мори увидел талант и опыт Кроче, и они поменялись ролями. Мори Мюляйзен работал с Кроче на студийных записях и аккомпанировал ему на дальнейших концертах.

## Гибель
20 сентября 1973 года, день до релиза сингла «I Got a Name», Кроче и ещё пять человек погибли в результате крушения самолёта Beechcraft Model 18, совершавшего взлёт из аэропорта города Накитош, Луизиана. Другими погибшими были музыкант и партнер Мори Мюляйзен, пилот Роберт Эллиот, комедиант Джордж Стивенс, менеджеры Кеннет Кортоуз и Деннис Раст.